# Kanbun
Kanbun (japanska: 寛文?, kanbun) 25 april 1661–21 september 1673 är en period i den japanska tideräkningen under kejsarna Go-Sais och Reigens regering. Shogun var Tokugawa Ietsuna.
Namnet på eran, som startades efter en palatsbrand i Edo, är hämtat från ett citat av filosofen Xun Zi

## Viktigare händelser
År kanbun 10 (1670) upptäcker ett japanskt skepp Ogasawaraöarna.
Året därefter kulminerar Datefejden, en långdragen släktfejd i samurajklanen Date i Sendai, i vad som ibland kallas Kanbunincidenten. De stridande parterna kallades till Edo i ett försök att medla, vilket dock slutade med att en av de inblandade, Harada Kai Munesuke drog svärd och stack ihjäl en av klanens starke män, Aki Muneshige. Händelsen har inspirerat till flera pjäser, bland annat ett kabukiverk av Chikamatsu, Meiboku Sendai Hagi.